# Коноплёв, Борис Михайлович
Борис Михайлович Коноплёв (1912—1960) — начальник и Главный конструктор ОКБ-692 (ныне ОАО «Хартрон»), специалист в области систем управления МБР.

## Биография
Родился 15 ноября 1912 года
- 1939 год — репрессирована мать, как член партии эсеров. Сам Коноплёв совершенно случайно избежал участи и преследований, как сын врага народа, и всего в жизни добивался сам. Не имея диплома о высшем образовании, защитил докторскую диссертацию и стал виднейшим учёным в области радиотехники.
- до 1950 г. работал в НИИ-20 Мин. пром. средств связи (МПСС), ГК системы радиоуправления Р-5. С 1950 г. — в НИИ-885 МПСС, ГК системы радиоуправления Р-7. С 1954 г. — в НИИ-695 МПСС.
- 1959 год — возглавил ОКБ-692, стал первым руководителем этого предприятия. Имеет ряд изобретений и открытий в области радиотехники, участник создания многих радиотехнических систем. Практический склад ума и отличная теоретическая подготовка сделали его прекрасным руководителем предприятия. Несмотря на то, что Борис Михайлович пришел в ОКБ-692 в самый разгар работ по проектированию системы управления ракеты 8К64, он сумел внести ряд новых идей и нетрадиционных решений. При нём были начаты предварительные проектные работы над системой управления более совершенной ракеты — 8К66, где он выдвинул ряд революционных идей и способы их воплощения.
- 1960 год — 24 октября — Главный конструктор ОКБ-692 Борис Михайлович Коноплёв трагически погиб при испытании МБР Р-16, которое проходило на 41 площадке космодрома Байконур.
- Похоронен в Харькове, Украина, на Городском кладбище № 2.

## Награды и премии
- Сталинская премия третьей степени (1946)— за создание новых типов автоматических радиометеорологических станций, получивших применение в Арктике и на фронтах Отечественной войны

## Память о погибших
Ежегодно 24 октября проходят митинги с возложением венков у братской могилы погибших на проспекте Гагарина в городе Байконур, у памятника на месте бывшей стартовой площадки Р-16 (площадка 41 космодрома) и на территории КБ «Южное» в Днепропетровске. На Запорожском кладбище в Днепропетровске выжившие вспоминают погибших 24 октября 1960 года.
Имена погибших в этой катастрофе Неделина, Осташева и Носова носят улицы города Байконур. Именем маршала Неделина также названы улицы в Воронеже, в Москве и в городе Мирный (космодром Плесецк).
После того как 24 октября 1963 года на полигоне произошла катастрофа МБР Р-9А с человеческими жертвами, этот день считается «чёрным» днём в космонавтике. В этот день принято вспоминать не только жертв неделинской катастрофы, но и всех, кто погиб при освоении космоса.
В 1991 году Генеральная ассамблея международного астрономического союза присвоила имя Б. М. Коноплева кратеру на обратной стороне Луны с координатами 28,5 гр. Южной широты и 125,5 гр. Западной долготы.